# Luís Figo
Luís Filipe Madeira Caeiro Figo (født 4. november 1972) er en portugisisk tidligere fodboldspiller og modtager af den højeste udmærkelse Ballon d'Or. Luís Figo var midtbanespiller og spillede bl.a. for Sporting Portugal, FC Barcelona, Real Madrid, og Inter. Han har som spiller vundet en lang række titler. Har spillet 127 kampe for det portugisiske landshold. 
Fra 1989-1995 spillede han for Sporting Lissabon i sit hjemland, fra 1995-2000 var han knyttet til FC Barcelona og var fra 2000-2005 knyttet til Real Madrid. Han sluttede en 15 år lang landsholdskarriere, da han spillede afskedskamp ved VM i fodbold 2006 i Tyskland mod værtsnationen, da Portugal tabte bronzekampen med 3-1. I denne kamp var han slet ikke med i startopstillingen, men måtte nøjes med at blive skiftet ind hen mod slutningen af kampen. Han nåede at repræsentere det portugisiske landshold ikke færre end 127 gange og fik scoret 32 mål. I år 2009 stoppede Luis Figo sin fodboldkarriere efter en kamp mod Atalanta d. 31 maj. Kampen endte 4-3 på Inters hjemmebane Giuseppe Meazza.

## Titler og priser

### Klubhold
Sporting CP
- Taça de Portugal (1): 1995

 Barcelona
- La Liga (2): 1997-98, 1998-99
- Copa del Rey (2): 1997, 1998
- Supercopa de España (1): 1996
- UEFA Cup Winners' Cup (1): 1997
- UEFA Super Cup (1): 1997

 Real Madrid
- La Liga (2): 2000-01, 2002-03
- Supercopa de España (2): 2001, 2003
- UEFA Champions League (1): 2002
- UEFA Super Cup (1): 2002
- Intercontinental Cup (1): 2002

 Internazionale
- Serie A (4): 2005-06, 2006-07, 2007-08, 2008-09
- Coppa Italia (1): 2006
- Supercoppa Italiana (3): 2005, 2006, 2008

### Portugals landshold
- EURO 2004: Sølv
- U/20-VM i fodbold 1991: Vinder
- U-17 Europamesterskabet i fodbold 1989: Vinder
- U-21 Europamesterskabet i fodbold 1994: Sølv

### Individuelt (uddrag)
- Bedste spiller ved U-21 Europamesterskabet i fodbold 1994
- Portugals "Golden Ball" 1994
- Årets spiller i Portugal (6): 1995, 1996, 1997, 1998, 1999, 2000
- Bedste udenlandske spiller i La Liga (3): 1999, 2000, 2001
- Årets spiller kåret af World Soccer: 2000
- Ballon d'Or 2000
- Årets spiller kåret af FIFA 2001
- FIFA 100

## Privat
Luís Figo er gift med den svenske model Helen Svedin og sammen har de tre døtre.